# Caramanico Terme
Caramanico Terme là một đô thị thuộc tỉnh Pescara trong vùng Abruzzo của Ý. Ý. Đô thị này có diện tích 84 km², dân số 2066 người. Các làng trực thuộc: San Tommaso, San Vittorino, Scagnano, San Nicolao, Sant'Elia, De Contra. Các đô thị giáp ranh gồm: Abbateggio, Bolognano, Fara San Martino (CH), pennapiedimonte (CH), Pratola Peligna (AQ), Roccamorice, Salle, San Valentino in Abruzzo Citeriore, Sant'Eufemia a Maiella, Sulmona (AQ).